# Stefano Sacripanti
Stefano Sacripanti, más conocido como Pino Sacripanti (Cantù, Como, Italia, 15 de mayo de 1970), es un entrenador de baloncesto italiano. 

## Trayectoria
Se formó en su ciudad natal como jugador y técnico. Tras jugar de base en los torneos amateurs, empezó a entrenar a los equipos juveniles del Pallacanestro Cantù a los 20 años, para luego convertirse en el entrenador adjunto (1998-2000) y en el primer entrenador (2000-2007) del club blanquiazul. Con el Cantù fue nombrado mejor entrenador de la Lega Basket Serie A en 2002 y ganó la Supercopa italiana en 2003.
Durante una década (2006-2016) fue el seleccionador de la Italia Sub-20, con la que logró un bronce en el Europeo Sub-20 de 2007, un argento en la edición de 2011 y el oro en la de 2013. Desde el 12 de junio al 11 de marzo de 2019 fue el entrenador del Virtus Bolonia donde, pese al cese, dio una contribución decisiva a la victoria de la Liga de Campeones de Baloncesto 2018-19.
El 25 de octubre de 2019 fue fichado por el Napoli Basket; bajo su guía, los azzurri, tras finalizar en el segundo lugar en el Grupo Rojo de la Serie A2 y primero del Grupo Blanco, ganaron la final del playoff contra Apu Udinese, ascendiendo a la Serie A. Además, el club se consagró campeón de la Copa Italia LNP de Serie A2, ganando por 80 a 69 al mismo Apu Udinese en la final. El 14 de marzo de 2022, fue destituido y sustituido por Maurizio Buscaglia.